# Ironman
För andra betydelser, se Iron Man.

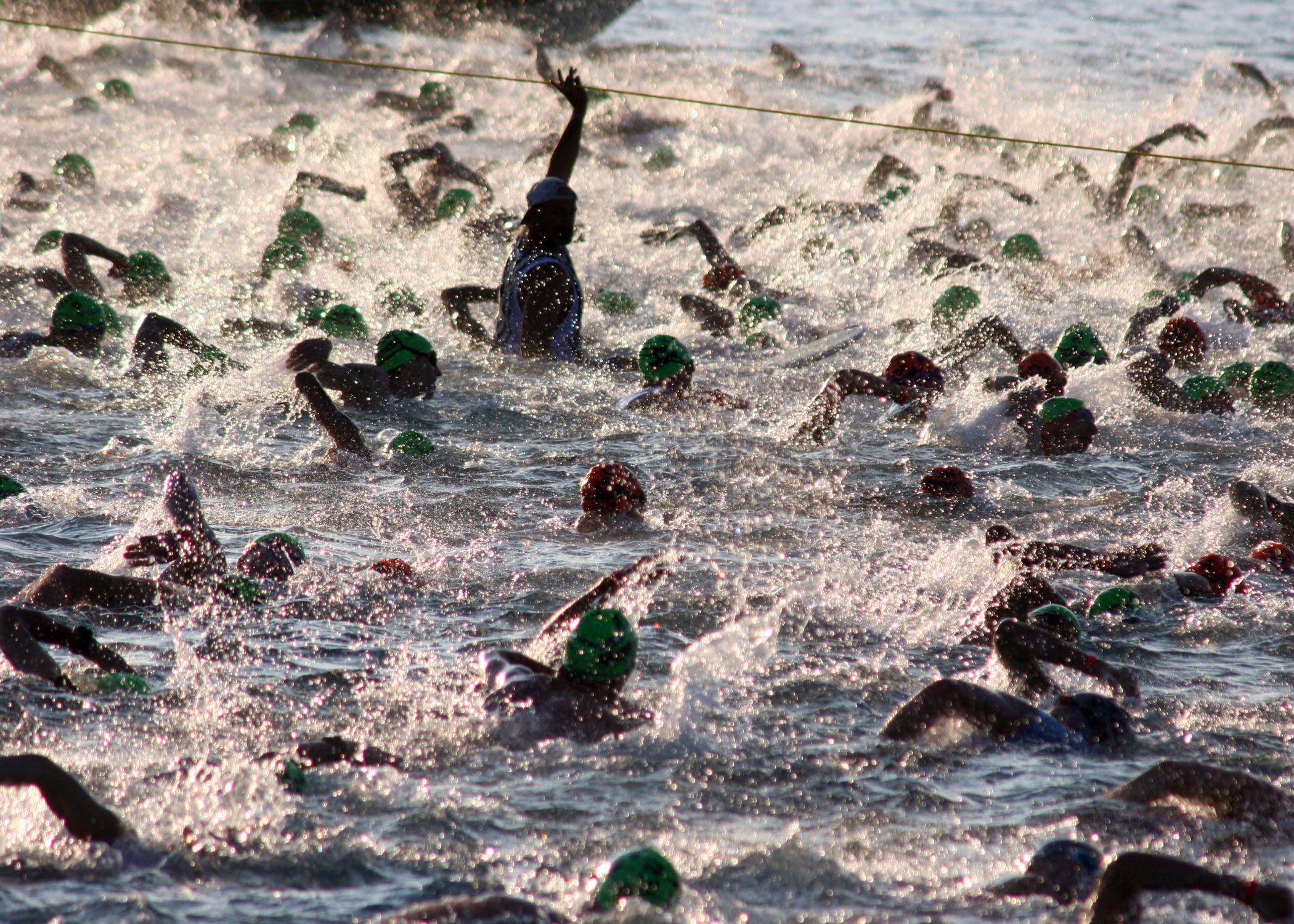
Simstart för Ironman Hawaii 2005.

Ironman, Ironman triathlon eller järnman, är en triathlontävling som täcker 3,86 km simning (2,4 miles), 180,2 km cykling (112 miles) och 42 195 m (ett maraton) löpning, och som sanktionerats av World Triathlon Corporation (WTC), vilket är ett privat företag som äger rättigheterna till namnet IRONMAN.

## Ironman-tävlingar
Huvudartikel: Ironman Hawaii

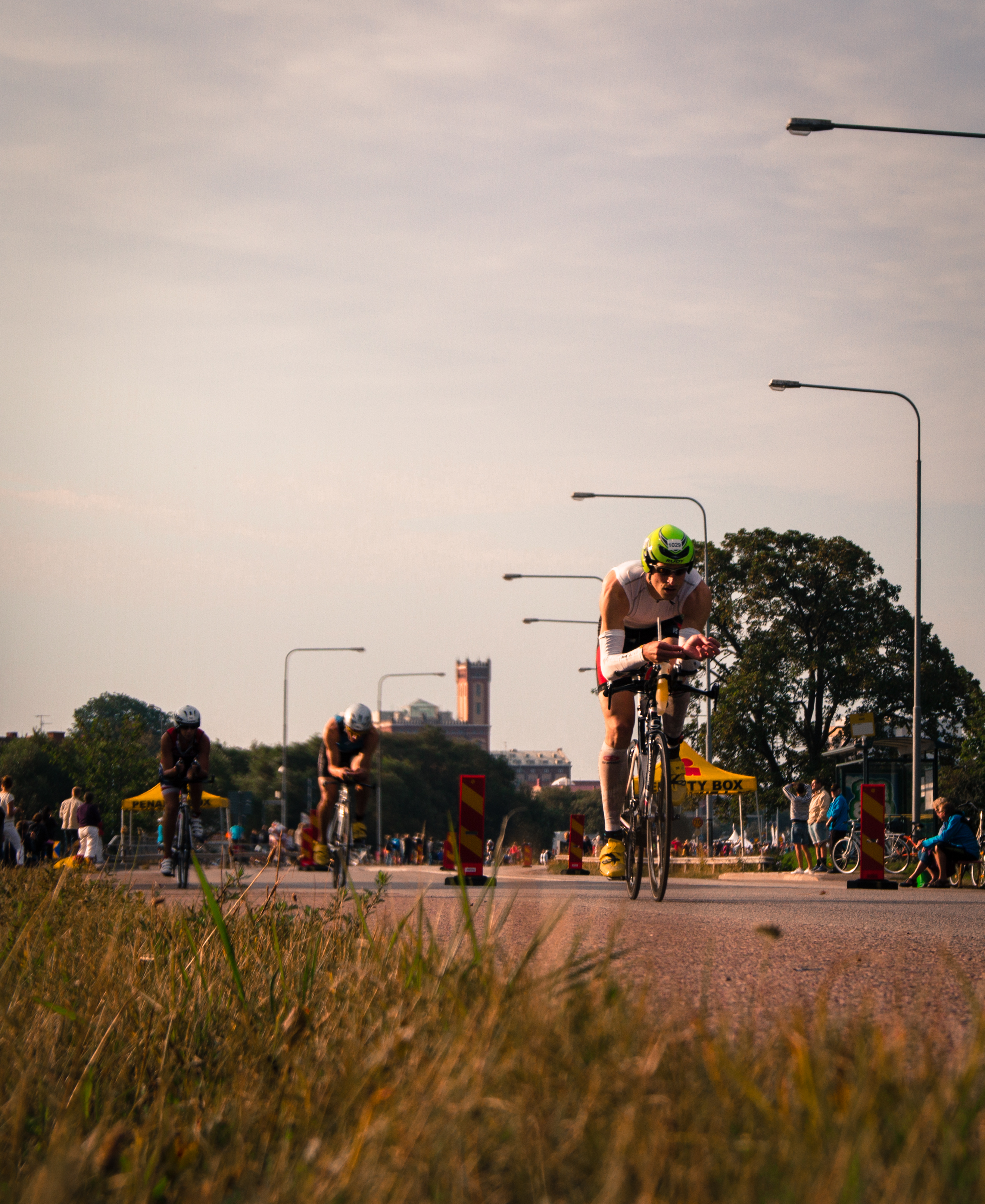
Cykeletappen i Ironman Kalmar 2013.

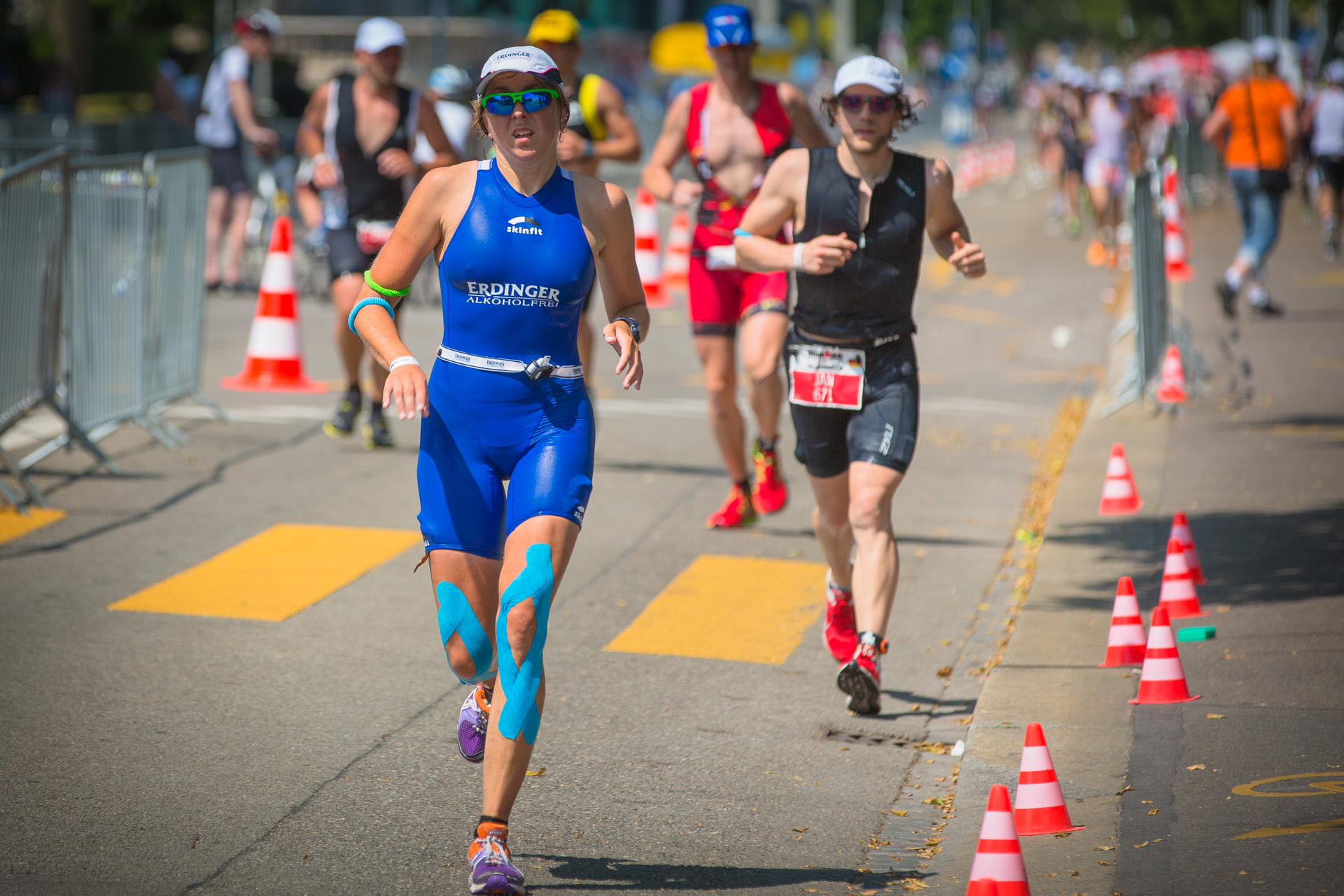
Löpning från Ironman Schweiz 2013

Den mest kända av dessa tävlingar är Ironman Hawaii som hålls vid staden Kailua-Kona på Hawaii varje år. Denna är dock inte sanktionerad av International Triathlon Union (ITU, världsförbundet), och räknas inte som formella världsmästerskap, vilket dock inte hindrar att tävlingen anses som världens mest kända triathlontävling. Man skulle kunna säga att det finns två olika konkurrerande världsförbund, ITU och WTC som har var sina VM. Det är å andra sidan vanligt i USA att man inte inordnar sig under idrottens världsförbund, till exempel för NHL.
Utöver Ironman Hawaii finns det 41 tävlingar som kallas Ironman. Tretton av dessa hålls år 2015 i Europa (Frankrike (2 st), Schweiz, Spanien (3 st), Storbritannien (2 st), Sverige (2 st), Tyskland, Nederländerna, Danmark och Österrike) och sexton i Nordamerika (USA tolv st utöver Hawaii), Kanada (3 st) och Mexiko (2 st). Resten hålls i Australien (4 st), Brasilien (2 st), Nya Zeeland, Sydafrika, Malaysia, Taiwan och Japan. De utgör förutom tävlingar i sig också kval till tävlingen på Hawaii.
Ironmantävlingarna är mycket populära, var och en har bortåt 2 000 deltagare (begränsning på grund av plats i simningen samt möjligheten att hålla cykelmomentet fritt från klungkörning) och brukar vara fyllda långt innan tävlingarna startar. Ironman i Tyskland når max antal anmälda inom några dagar från anmälan öppnas och Ironman Florida sålde inför 2012 ut på 16 minuter. Ironman Hawaii har kvalgränser i form av ett antal platser per Ironmantävling. I allmänhet krävs mellan 9 och 10 timmar för män och 10–11 timmar för damer för att kvala, vilket innebär att man måste vara mycket vältränad, med i stort sett daglig träning under flera år.

## Tävlingar på Ironman-distans
En tävling som mäter samma distanser som en Ironman men utan att vara sanktionerad av WTC kallas av rättighetsskäl kort och gott "triathlon på järnmans-distans" eller dylikt. Det finns utöver Ironman-serien en annan internationell serie med sådana lopp, Challenge-serien.
till 
I Sverige arrangeras Laponia Triathlon 67°N, som går i Gällivare med start vid midnatt. Tidigare var Kalmar Triathlon en sådan tävling, vilken senare döpts om till Ironman Kalmar och Ironman Sweden.
År 2018 arrangerades för första gången Swedeman Xtreme Triathlon, som är en variant av Ironman, som kallas extremtriathlon. Den har tävlingsområde nära Tännforsen och Åre i Jämtland och ingår i den internationella serien Xtri World Tour, med lopp med extremt backiga cykel- och löpetapper.

## Ironman 70.3

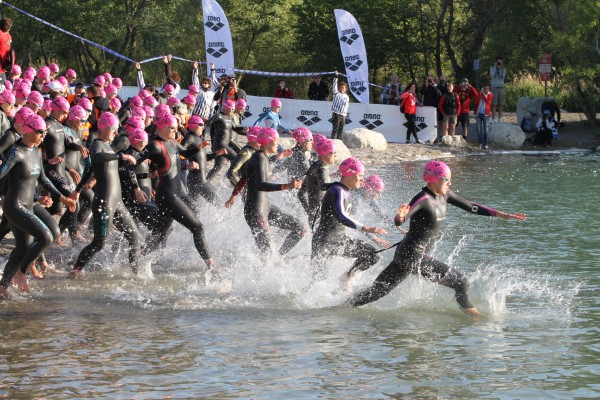
Inledningen av Ironman 70.3 i Pays d'Aix i södra Frankrike.

World Triathlon Corporation har tagit initiativ till en serie tävlingar på halva ironmandistansen (1,9 km simning, 90 km cykling och 21 098 m (ett halvmaraton) löpning)
och som kallas Ironman 70.3 (där 70.3 är den totala sträckan 70,3 miles / 113,0 km).

## Historik
Den första Ironmantävlingen hölls på Hawaii 1978. Långdistanssimning är en populär sport på Hawaii. Under flera år hade simmare och löpare debatterat vilka idrottare som var mest vältränade. En marinofficer, John Collins, satte fart på debatten genom att påstå att cyklister är de mest vältränade. Han föreslog att debatten skulle lösa sig genom att ha en tävling på samma distanser som några långlopp som redan fanns på Hawaii, Waikiki Roughwater Swim, Around-Oahu Bike Race och Honolulu Marathon, dessa tre grenar skulle arrangeras samtidigt. Han organiserade tävlingen, där 12 män fullföljde. Nästa år 1979 deltog 15 personer varav en kvinna. Efter det skrev den stora sporttidningen Sports Illustrated en stor artikel om tävlingen, en journalist hade råkat höra om tävlingen när han var i närheten. 1980 deltog flera hundra personer.

## Sportkläder
Ironman är också ett varumärke för sportkläder, anpassade för triathlon och dess grenar. Märket ägs av World Triathlon Corporation.